# Târnovu Mare - Latorița
Târnovu Mare - Latorița este o arie protejată (arie specială de conservare — SAC, sit de importanță comunitară — SCI) din România, desemnată în scopul protejării biodiversității și menținerii într-o stare de conservare favorabilă a florei spontane și faunei sălbatice, precum și a habitatelor naturale de interes comunitar aflate în arealul zonei de protecție. Acesta este situat în nord-vestul Olteniei, pe teritoriul județului Vâlcea.

## Localizare
Aria naturală este situată în extremitatea nord-vestică a județului Vâlcea (în apropierea limitei de graniță cu județele Sibiu și Hunedoara), pe teritoriul administrativ al comunei Malaia, în imediata apropiere de drumul județean (DJ701D) care leagă satul Ciungetu de drumul național DN7A.

## Înființare
Zona a fost declarată sit de importanță comunitară prin Ordinul Ministerului Mediului și Dezvoltării Durabile Nr.1964 din 13 decembrie 2007 (privind instituirea regimului de arie naturală protejată a siturilor de importanță comunitară, ca parte integrantă a rețelei ecologice europene Natura 2000 în România) și se întinde pe o suprafață de 1.361,8 hectare. Situl a fost protejat și ca arie specială de conservare în mai 2022. Acesta include rezervația naturală Pădurea Latorița (7,10 ha).
Situl reprezintă o arie naturală (păduri de conifere, păduri de foioase, păduri în amestec, pajiști naturale, pășuni, stepe, abrupruri stâncoase, culmi rotunjite, depresiuni și văi) încadrată în bioregiunea alpină a Munților Căpățânii (grupă muntoasă a Munților Șureanu-Parâng-Lotrului, aparținând de lanțului carpatic al Meridionalilor), ce cuprinde o mare parte a Munților Lătoriței, Masivul Târnovu (dezvoltat pe roci metamorfice) și bazinul superior al râului Petrimanu (unul din afluenții de stânga ai Latoriței).

## Biodiversitate
Situl dispune de 10 habitate naturale de interes comunitar (Păduri de Larix decidua și Pinus cembra din regiunea montană;  Păduri acidofile de Picea abies din regiunea montană; Tufărișuri alpine si boreale; Vegetație lemnoasă cu Salix eleagnos de-a lungul râurilor montane; Pajiști calcifile alpine și subalpine; Pajiști uscate seminaturale și faciesuri cu tufărișuri pe substrat calcaros; Comunități de lizieră cu ierburi înalte higrofile de la nivelul câmpiilor, până la cel montan și alpin; Vegetație herbacee de pe malurile râurilor montane; Versanți stâncoși cu vegetație chasmofitică pe roci calcaroase și Grohotișuri calcaroase și de șisturi calcaroase din etajul montan până în cel alpin) ce adăpostesc și conservă a gamă diversă de floră spontană și faună sălbatică rară.
La baza desemnării sitului se află mai multe specii faunistice (mamifere, păsări, reptile, amfibieni) enumerate în anexa I-a a Directivei Consiliului European 92/43/CE din 21 mai 1992 (privind conservarea habitatelor naturale și a speciilor de faună și floră sălbatică) sau aflate pe lista roșie a IUCN.
Mamifere cu specii de: urs brun (Ursus arctos, capră neagră (Rupicapra rupicapra), cerb (Cervus elaphus), căprior (Capreolus capreolus), lup cenușiu (Canis lupus), mistreț (Sus scrofa), vulpe (Vulpes vulpes);
Păsări: acvilă de stâncă (Aquila chrysaetos), cocoș de munte (Tetrao urogallus), corb (Corvus corax), fluturaș de stâncă (Tichodroma muraria), ieruncă (Tetrastes bonasia), vânturel roșu (Falco tinnunculus), ciocănitoarea neagră (Dryocopus martius), ciocănitoarea pestriță mare (Dendrocopos major), ciocănitoarea verzuie (Picus canus), ghionoaie verde (Picus viridis), forfecuță gălbuie (Loxia curvirostra), cinteză (Fringilla coelebs), huhurez mare (Strix uralensis), huhurez-mic (Strix aluco), mierla gulerată (Turdus torquatus), drepneaua mare (Apus melba), ciuf de pădure (Asio otus), pitulice de munte (Phylloscopus collybita), aușel nordic (Regulus regulus), caprimulg (Caprimulgus europaeus), fluierar de munte (Actitis hypoleucos), codroș de munte (Phoenicurus ochruros), codobatură de munte (Motacilla cinerea), mierla de apă (Cinclus cinclus);     
Reptile și amfibieni: viperă (Vipera berus), vipera cu corn (Vipera ammodytes), năpârcă (Natrix natrix), șopârla de pădure (Lacerta praticola), șopârla de ziduri (Podarcis muralis), sălămâzdra de uscat (Salamandra salamandra), broască verde de pădure (Rana esculenta), ivorașul-cu-burta-galbenă (Bombina variegata), broasca roșie de pădure (Rana dalmatina), broasca verde de pădure (Rana esculenta), broasca roșie de munte (Rana temporaria), sălămâzdră de uscat (Salamandra salamandra).
Flora ariei naturale este una diversificată, alcătuită arbori, arbusti, ierburi și flori; printre care se află specii ocrotite prin aceeași Directivă a Consiliului European 92/43/CE din 21 mai 1992; astfel:
Arbori și arbusti cu specii de: molid (Picea abies), zadă (Larix decidua), zâmbru (Pinus cembra), arin de munte (Alnus viridis), salcie albă (Salix eleagnos), ienupăr (Juniperus communis), jneapăn (Pinus mugo), băbărujă (Paliurus spina-christi), smârdar (Rhododendron kotschyi);
Ierburii și flori: crin de pădure (Lilium martagon), floare de colț (Leontopodium alpinium Cass), iederă albă (Daphne blagazana), gențiană (Gentiana clusii), ghințură galbenă (Gentiana lutea), bulbuc de munte (Trollius europaeus), rușuliță (Hieradum aurantiacum), omag galben (Aconitum anthora), taulă (Spiraea salicifolia), ruginiță (Asplenium adulterinum), șopârliță (Veronica bellidioides), unghia ciutei (Ceterach officinarum), cimbrișor de câmp (Thymus serpyllum), coada iepurelui (Sesleria caerulea), mlăștiniță (Epipactis helleborine), sânziene albe (Galium mollugo), piciorul cocoșului (Ranunculus repens), iarba-ciutei (Doronicum austriacum), valeriană (Valeriana officinalis), piciorul cocoșului de munte (Ranunculus montanus), ochiul boului de munte (Aster alpinus), rogoz (Carex acutiformis).  

## Căi de acces
- Drumul național DN7 pe ruta Râmnicu Vâlcea - Gura Văii - Călimănești - Căciulata - Văratica - drumul național DN7A în direcția Brezoi - Valea lui Stan - Malaia - drumul județean DJ701D până în satul Ciungetu, de aici, urmând un drum forestier se ajunge în sit.

## Monumente și atracții turistice

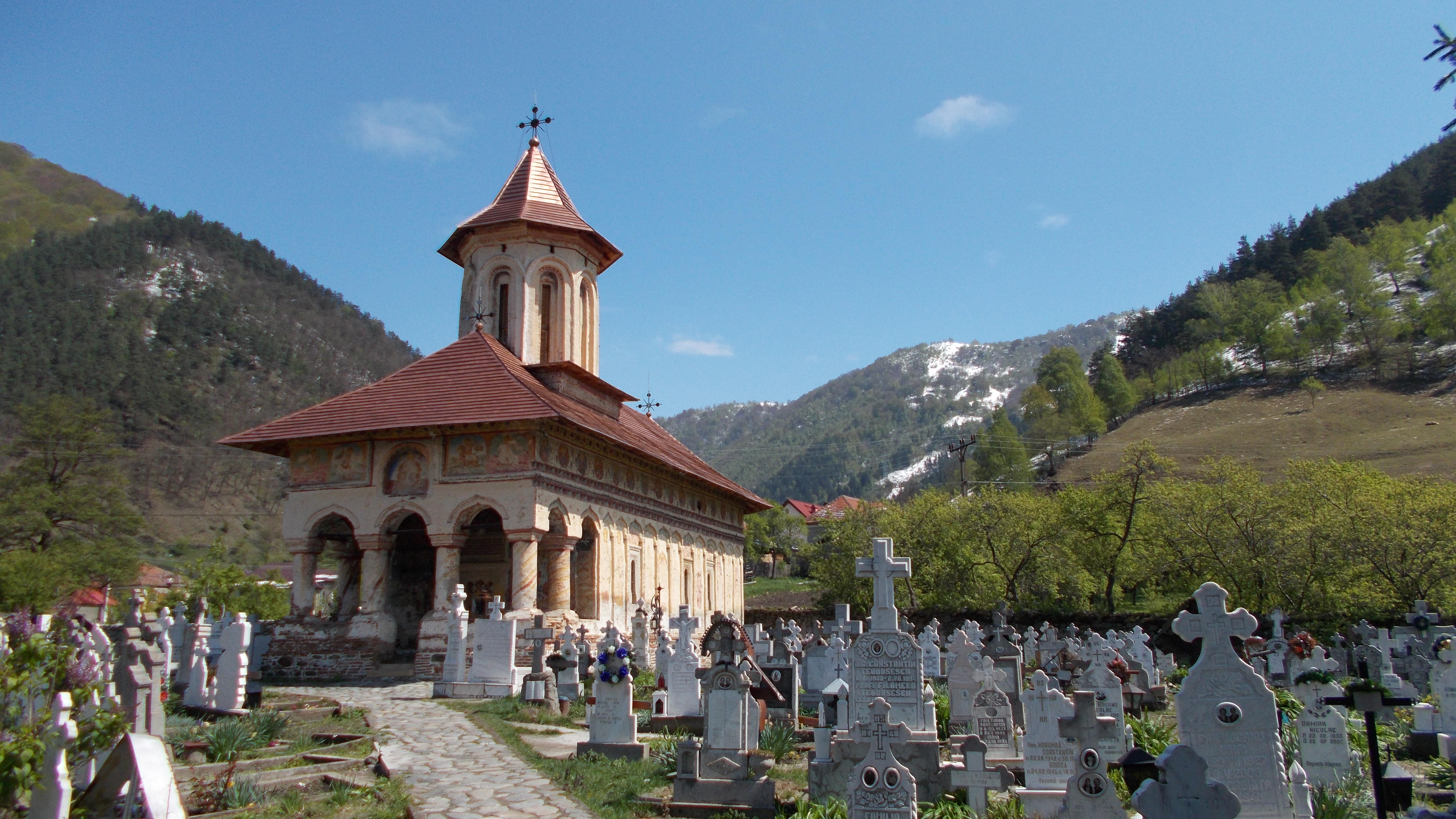
Biserica "Sf. Nicolae" din Câinenii Mici

În vecinătatea sitului se află câteva obiective de interes istoric, cultural și turistic; astfel:
- Biserica de lemn "Intrarea în Biserică" din Brezoi, construcție 1789, monument istoric.
- Biserica "Sf. Nicolae" din Câinenii Mari, construcție 1769, monument istoric.
- Biserica "Sf. Nicolae" din Câinenii Mici, construcție 1733, monument istoric.
- Biserica "Sf. Voievozi" din Câinenii Mici, construcție 1807, monument istoric.
- Frumoasa - sit de importanță comunitară.